# Greg Smith (Hochbegabter)
Greg Smith (* 9. Juni 1989 in West Reading, Pennsylvania als Gregory Robert Smith) ist ein ehemaliges US-amerikanisches Wunderkind und politischer Aktivist.

## Leben
Smith ist das einzige Kind des Mikrobiologen Robert Smith und von Janet Smith, die früher Direktorin an der Akademie für darstellende Kunst war, beide haben einen IQ von rund 140 (Skalentyp nicht angegeben; Washington Post). Mit 14 Monaten konnte Greg Bücher zitieren/den Inhalt wiedergeben. Mit 18 Monaten konnte er addieren und subtrahieren, mit zwei Jahren konnte er alle bekannten Dinosaurier auswendig. Die ersten sechs Jahre ging er mit Gleichaltrigen zur Schule, war diesen aber geistig so weit voraus, dass die Schule für ihn nur Langeweile bedeutete. Sein IQ ist innerhalb der oberen 0,25/0,5 Prozent, jenseits des mit normalen Tests messbaren Bereichs. Die Familie zog nach Florida, und mit nur 10 Jahren und nach zwei Jahren High-School-Besuchs schloss er die Orange Park High School in Jacksonville ab.
Smith machte mit einem Vollstipendium am Randolph-Macon College in Ashland, Virginia, im Alter von 13 seinen Bachelor of Science in Mathematik mit cum laude. Im Mai 2006 erhielt er einen Master of Science in Mathematik an der University of Virginia, im Alter von 16. Ein Jahr später schloss Smith seine offizielle Website, um seine Privatsphäre zu schützen und begann, an der University of Oregon molekulare Genetik zu studieren. Kurz darauf schrieb er sich an der Carnegie Mellon University in der Fakultät für Biologie ein.
2015 promovierte er an der CMU in Biologie und übernahm anschließend eine Post-Doc Position an der Icahn School of Medicine at Mount Sinai in New York.

## Politische Aktivität
Während der Semesterferien und an Wochenenden reiste er um die Welt und setzte sich in öffentlichen Reden für Kinderrechte ein. Er gründete International Youth Advocates, eine Organisation, die den Frieden und die Verständigung junger Menschen in der Welt fördert. Er propagierte das „peaceful parenting“ – ein Begriff, den er selbst geprägt hat – bei dem Eltern ihre Kinder liebevoll erziehen und nicht erlauben, dass sie gewalttätigen Situationen ausgesetzt sind, auch nicht in Filmen, Fernsehsendungen oder Computerspielen. Wenn er zu Kindergruppen sprach, versuchte er sie davon zu überzeugen, dass Lernen nicht nur etwas für „Nerds“ und „Geeks“ ist. Er organisierte humanitäre Hilfsprojekte für Kinder in Osttimor, Brasilien und Kenia.
Im Rahmen seiner politischen Aktivitäten lernte er auch Persönlichkeiten wie Michail Gorbatschow, Bill Clinton, Königin Nūr von Jordanien oder Friedensnobelpreisträger wie Bischof Desmond Tutu kennen und wurde selbst für den Friedensnobelpreis vorgeschlagen.